# Sầm Bích
Sầm Bích (chữ Hán:岑璧, bính âm: Cen Pi) là một nhân vật hư cấu trong tiểu thuyết lịch sử Tam Quốc diễn nghĩa của nhà văn La Quán Trung. Trong tiểu thuyết này, Sầm Bích xuất hiện tại Hồi thứ 32 và được giới thiệu là một vị tướng dưới trướng của Viên Đàm, Sầm Bích được giới thiệu là một tay cự phác đã lập được nhiều công lao trong những trận giao chiến với người Ô Hoàn và chém được nhiều sơn tặc của tộc người này.
Khi Tào Tháo xuất quân đánh Viên Đàm, Viên Thượng. Lúc này Viên Đàm và Viên Thượng lại xung đột với nhau. Viên Đàm và Quách Đồ lại bàn tiến quân, họ sai Sầm Bích làm tướng kéo quân đi trước. Viên Thượng tự dẫn quân ra Ký Châu để đối phó. Hai bên đối diện, cờ mở trống giong. Sầm Bích ra trận quát mắng dữ dội, tướng Lữ Khoáng thúc ngựa, múa đao đánh lại Sầm Bích. Chưa được vài hiệp, Lữ Khoáng chém Sầm Bích chết lăn xuống ngựa.